# Gustavo Domínguez
Gustavo Domínguez Lemos (Porriño, Pontevedra, 17 de octubre de 1980) es un ciclista español.

## Trayectoria
Debutó como profesional con el equipo portugués Carvalhelhos-Boavista en 2002.

## Palmarés
2003
- G. P. Paredes Rota dos Móveis, más 1 etapa

## Resultados en Grandes Vueltas
| Carrera | Carrera         | 2002 | 2003 | 2004 | 2005 | 2006 | 2007 | 2008 | 2009 | 2010 |
| ------- | --------------- | ---- | ---- | ---- | ---- | ---- | ---- | ---- | ---- | ---- |
|         | Giro de Italia  | —    | —    | —    | —    | —    | —    | —    | —    | —    |
|         | Tour de Francia | —    | —    | —    | —    | —    | —    | —    | —    | —    |
|         | Vuelta a España | —    | —    | —    | —    | —    | 97.º | 84.º | 77.º | —    |

—: no participa

Ab.: abandono

## Equipos
- Carvalhelhos-Boavista (2002-2003)
- Relax-Bodysol (2004)
- Orbea (2005-2006)
- Karpin/Xacobeo (2007-2010)
  - Karpin Galicia (2007)
  - Xacobeo Galicia (2008-2010)